# Mapu Taia
Pour les articles homonymes, voir Taia.
Mapu Taia (API : /maːpuːtaiʔa/) est un homme politique des îles Cook, né le 28 avril 1939 au village d'Oiretumu sur l'île de Mauke et mort en octobre 2015.

## Formation
Il fait ses études primaires à la Primary School de Mauke puis à l'Avarua School et à la Nikao Maori School Rarotonga avant d'entamer des études secondaires au Tereora College. Il rejoint enfin en 1956 le Nikao Teachers training obtenant deux années plus tard un diplôme d'enseignant. Il obtient également en 1990 un certificat en "small buisness" à l'Université du Pacifique Sud

## Vie professionnelle
Mapu Taia enseigne tout d'abord à Mauke de 1959 à 1962 avant d'être nommé directeur de l'école de Mitiaro à partir de 1963. En 1971, il enseigne à l'école d'Arorangi. En 1973, il rentre à Mauke devenant directeur du collège de Mauke. Il prend sa retraite en 1996 après 40 ans de service. 

## Carrière politique
Le 16 juin 1999, il est élu pour la première fois au Parlement dans la circonscription de Mauke sous l'étiquette du Democratic Party. Il sera réélu aux élections générales de 2004 puis de nouveau lors des élections anticipées de 2006. Il est élu en décembre 2006, président du Parlement des îles Cook après avoir occupé le poste de vice-président (1999-2006) .

## Divers
Il porte le titre de Kakemaunga Mataiapo (Mauke) et est considéré comme l'un des meilleurs experts de l'archipel en ce qui concerne la culture maori et un excellent tumu korero (cf. lien externe). Il est aussi compositeur, chanteur et un excellent pêcheur. Marié depuis 1957 à Moeroa Maui, née Low, d'Aitutaki, il est le père de 11 enfants, 25 petits-enfants et trois arrière-petits enfants. En décembre 2007, il est fait Officier de l'ordre de l'Empire britannique.

## Source
- Akono'anga maori : Cook Islands culture, sous la direction de Ron Crocombe et Marjorie Tuainekore Crocombe, Rarotonga, 2003.
- Article paru dans l'édition du Cook Islands News du 5 décembre 2007